# Yuly Pedraza
Yuly Pedraza es una actriz colombiana de cine, teatro y televisión.

## Carrera
Pedraza inició su carrera como actriz infantil en la película La abuela de 1981. Cuatro años después protagonizó el largometraje Pisingaña, en el que interpretó el papel de una joven campesina que se convierte en empleada de servicio de una familia adinerada tras escapar de la violencia rural de la época.

 En 1986 apareció en la película de Carlos Palau A la salida nos vemos. A partir de entonces, la presencia de Pedraza ha sido notable en el cine y la televisión colombianas, figurando en producciones cinematográficas como Malcriados, Güelcom tu Colombia y Agente Ñero Ñero 7 y en producciones para televisión como Me llaman Lolita, Las noches de Luciana, Mesa para tres, La saga, Casa de reinas, Yo soy Franky, El Chapo, Garzón vive y Sin senos sí hay paraíso, entre muchas otras. La actriz también ha estado activa en las tablas, participando en obras como Cenicienta, Técnicas para amar, Diez reglas para no matar a su marido y Fruto prohibido.

## Filmografía

### Televisión
| Año  | Título                      | Personaje            |  |
| ---- | --------------------------- | -------------------- |  |
| 2022 | Del Wok al Mollo            |                      |  |
| 2022 | Punto final                 |                      |  |
| 2021 | Enfermeras                  | Carla                |  |
| 2020 | El testamento de un gallo   |                      |  |
| 2020 | Perdida                     | Psicóloga de Soledad |  |
| 2019 | Las muñecas de la mafia 2   |                      |  |
| 2018 | La ley secreta              |                      |  |
| 2018 | Garzón vive                 |                      |  |
| 2017 | El Chapo                    | Mamá Elba            |  |
| 2017 | Sin senos sí hay paraíso    | Mariela Romero       |  |
| 2015 | Yo soy Franky               | Profesora Franky     |  |
| 2014 | Fugitivos                   | Melba                |  |
| 2013 | Casa de reinas              |                      |  |
| 2013 | La suegra                   |                      |  |
| 2006 | Merlina, mujer divina       |                      |  |
| 2004 | El vuelo de la cometa       |                      |  |
| 2004 | Mesa para tres              | Ruth Amézquita       |  |
| 2004 | Las noches de Luciana       | Rosita Antequera     |  |
| 2004 | La saga, negocio de familia | Mariela              |  |
| 2002 | Siete veces Amada           | Magnolia             |  |
| 1999 | Me llaman Lolita            |                      |  |
| 1994 | Las aventuras de Eutimio    |                      |  |

## Cine
- 2016 - Agente Ñero Ñero 7
- 2016 - Malcriados
- 2015 - Güelcom tu Colombia
- 2015 - Antonio
- 1995 - Al Son de mi Gente
- 1985 - Pisingaña
- 1981 - La abuela